# Bahnstrecke Erlau–Wegscheid
| |                                    |                         |                         |
| Streckennummer (DB): | 5844                               |                         |                         |
| Kursbuchstrecke (DB): | 1944: 464v; 1946: 426v; 1956: 417n |                         |                         |
| Streckenlänge: | 20,2 km                            |                         |                         |
| Spurweite: | 1435 mm (Normalspur)               |                         |                         |
| Maximale Neigung: | Adhäsion 25 ‰ Zahnstange 71 ‰      |                         |                         |
| Minimaler Radius: | 200 m                              |                         |                         |
| Zahnstangensystem: | Strub                              |                         |                         |
| Streckengeschwindigkeit: | 30 km/h                            |                         |                         |
| |                                    |                         |                         |
| \| \| \| von Passau-Voglau \| \| \| \| 0,0 \| Erlau (b Passau) \| 297 m \| \| \| \| Erlau \| \| \| \| \| nach Hauzenberg \| \| \| \| 4,9 \| Obernzell \| 299,6 m[1] \| \| \| \| Viadukt Obernzell \| \| \| \| 5,7 \| Beginn Zahnstange \| Beginn Zahnstange \| \| \| 9,5 \| Ende Zahnstange \| Ende Zahnstange \| \| \| 9,6 \| Untergriesbach \| 542,7 m \| \| \| 12,7 \| Oberötzdorf \| Oberötzdorf \| \| \| 14,4 \| Wildenranna \| 548,1 m \| \| \| 16,4 \| Eidenberg (ab ca. 1950) \| Eidenberg (ab ca. 1950) \| \| \| 17,1 \| Mitterwasser \| Mitterwasser \| \| \| 17,3 \| Beginn Zahnstange \| Beginn Zahnstange \| \| \| 19,7 \| Ende Zahnstange \| Ende Zahnstange \| \| \| 20,2 \| Wegscheid (Niederbay) \| 674,5 m \| |                                    |                         |                         |
| Strecke (außer Betrieb) |                                    | von Passau-Voglau       | von Passau-Voglau       |
| Bahnhof (Strecke außer Betrieb) | 0,0                                | Erlau (b Passau)        | 297 m                   |
| Brücke über Wasserlauf (Strecke außer Betrieb) |                                    | Erlau                   | Erlau                   |
| Abzweig geradeaus und nach links (Strecke außer Betrieb) |                                    | nach Hauzenberg         | nach Hauzenberg         |
| Bahnhof (Strecke außer Betrieb) | 4,9                                | Obernzell               | 299,6 m                 |
| |                                    | Viadukt Obernzell       |                         |
| Grenze (Strecke außer Betrieb) | 5,7                                | Beginn Zahnstange       | Beginn Zahnstange       |
| Grenze (Strecke außer Betrieb) | 9,5                                | Ende Zahnstange         | Ende Zahnstange         |
| Bahnhof (Strecke außer Betrieb) | 9,6                                | Untergriesbach          | 542,7 m                 |
| Haltepunkt / Haltestelle (Strecke außer Betrieb) | 12,7                               | Oberötzdorf             | Oberötzdorf             |
| Bahnhof (Strecke außer Betrieb) | 14,4                               | Wildenranna             | 548,1 m                 |
| Haltepunkt / Haltestelle (Strecke außer Betrieb) | 16,4                               | Eidenberg (ab ca. 1950) | Eidenberg (ab ca. 1950) |
| Haltepunkt / Haltestelle (Strecke außer Betrieb) | 17,1                               | Mitterwasser            | Mitterwasser            |
| Grenze (Strecke außer Betrieb) | 17,3                               | Beginn Zahnstange       | Beginn Zahnstange       |
| Grenze (Strecke außer Betrieb) | 19,7                               | Ende Zahnstange         | Ende Zahnstange         |
| Kopfbahnhof Streckenende (Strecke außer Betrieb) | 20,2                               | Wegscheid (Niederbay)   | 674,5 m                 |

Die Bahnstrecke Erlau–Wegscheid war eine Nebenbahn in Bayern. Sie zweigte in Erlau aus der Bahnstrecke Passau-Voglau–Hauzenberg ab und führte über Obernzell nach Wegscheid. Die Strecke wies zwei Steilstreckenabschnitte mit einer maximalen Neigung von 71 Promille auf, die mit einer Zahnstange System Strub ausgerüstet waren.

## Geschichte
Erste Pläne für eine Anbindung Hauzenbergs und Wegscheids 1895 sahen vor, die Bahnstrecke Passau–Freyung bis Fischhaus zu nutzen und von dort über Büchlberg und Hauzenberg nach Wegscheid zu führen. Aufgrund des großen Umwegs und 130 verlorener Höhenmeter entschied man sich gegen diese Trasse. Hinzu kamen die hohen Kosten und das geringe erwartete Verkehrsaufkommen zwischen Wegscheid und Hauzenberg. Dies führte zu Neuplanungen entlang der Donau und durch das Erlautal in Richtung Hauzenberg und ab Erlau über Obernzell nach Wegscheid.
Am 15. Mai 1909 wurde die Strecke von Erlau nach Obernzell eröffnet, die Weiterführung bis zum damaligen Kreishauptort Wegscheid folgte am 1. Dezember 1912.
Der Betrieb der Strecke war aufwendig. Vor den Zahnstangenabschnitten musste die Lokomotive jeweils an den Zugschluss umsetzen, um den Zug bei der Bergfahrt zu schieben. Die Rangieraufenthalte in Obernzell, Untergriesbach und Wildenranna und die geringe zugelassenen Fahrgeschwindigkeit in den Zahnstangenabschnitten führten zu überlangen Fahrzeiten. So benötigten die Personenzüge 1924 auf der 20 Kilometer langen Strecke von Erlau nach Wegscheid 107 bis 125 Minuten. Talwärts lag die Fahrzeit dagegen nur bei 86 bis 110 Minuten.
Der Obernzeller Viadukt sowie die Donaubrücke der Strecke Passau–Hauzenberg waren in den letzten Kriegstagen im Jahr 1945 gesprengt worden. Nach dem Wiederaufbau der Brücken wurde der Betrieb am 13. Mai 1949 wieder aufgenommen.
Mit dem Bau der Bundesstraße 388 und der Einführung von Bussen sowie Lastkraftwagen ging die Verkehrsleistung auf der Strecke zurück. 1952 wurden Testfahrten mit dem Schienen-Straßen-Omnibus (Schi-Stra-Bus) durchgeführt. Wegen der oft hohen Schneelage im Winter schien aber ein ganzjähriger Betrieb mit den Schi-Stra-Bussen ausgeschlossen.
Ab 1953 setzte die DB moderne Schienenbusse ein, die für den Einsatz auf den Steilstreckenabschnitten mit vergrößerter Motorleistung und verstärkter Bremsausrüstung geeignet und zugelassen waren. 1956 verkehrten fünf Personenzugpaare zwischen Passau und Wegscheid.
Ab 1960 setzte die Deutsche Bundesbahn Bahnbusse parallel ein. Es verkehrte fortan nur noch ein Personenzugpaar auf der Strecke. Von der Deutschen Bundesbahn forcierte Stilllegungspläne wurden von Seiten der Politik aufgrund der Lage im Grenzgebiet zunächst abgelehnt.
Nach einem Felssturz zwischen Erlau und Obernzell musste der Verkehr auf der Strecke am 28. Januar 1965 eingestellt werden. Der Reiseverkehr ging endgültig auf die Bahnbuslinie über, der Güterverkehr bis Obernzell wurde nach Reparatur des Abschnittes am 31. März 1970 wieder aufgenommen. Die weitere Strecke nach Wegscheid blieb ohne Verkehr.
Die offizielle Einstellung des Personenverkehrs Erlau–Wegscheid und des Güterverkehrs Obernzell–Wegscheid erfolgte amtlich zum 1. August 1973. Abgebaut wurde die Strecke 1975, der ortsbildbestimmende Viadukt in Obernzell wurde 1982 abgetragen. Heute besteht auf der Trasse zwischen Obernzell und Wegscheid ein Fuß- und Radweg.
Am 1. März 2007 wurde die Stilllegung der Strecke (Passau–) Erlau–Obernzell vom Eisenbahn-Bundesamt genehmigt und am 18. März 2007 umgesetzt. Die Bayerische Regionaleisenbahn (BRE), eine Tochter der Deutschen Regionaleisenbahn (DRE), pachtete daraufhin am 24. November 2007 die Strecke Passau–Hauzenberg und das Teilstück Erlau–Obernzell, um sie vor einer Demontage zu schützen, da es Pläne gab, die Strecke in einen Rad- und Wanderweg umzuwandeln. Am 29. Dezember 2014 kaufte die BRE die Strecke Erlau–Obernzell. Damit ist der Erhalt dieses Teilstückes als Eisenbahn langfristig gesichert. Das Gleis wird einmal im Jahr freigeschnitten (Status per 2023). 

## Streckenbeschreibung
Die Strecke zweigt in Erlau aus der Strecke nach Hauzenberg ab und führt zunächst auf dem orografisch linken Ufer der Donau nach Obernzell. Dort endet die heute noch vorhandene Strecke. In der Ortslage Obernzell begann am Streckenkilometer 5,67 der erste 3,81 Kilometer lange Zahnradabschnitt. Bis Untergriesbach bewältigte die Bahn so einen Höhenunterschied von über 240 Metern auf nur 4,7 Kilometern Streckenlänge. Bis Wildenranna führte die Strecke dann mit moderaten Neigungen bis 25 Promille durch den Bayerischen Wald. Am Haltepunkt Mitterwasser begann am Streckenkilometer 17,29 der zweite 2,38 Kilometer lange Zahnstangenabschnitt, der die Maximalneigung von 71 Promille aufwies.

## Fahrzeugeinsatz
Die Königlich Bayerischen Staatseisenbahnen erwarben 1912 drei Zahnrad-Dampflokomotiven der Gattung PtzL 3/4 bei Krauss in München, denen 1923 noch eine weitere folgte. Die Deutsche Reichsbahn ordnete sie später in die Baureihe 97.1 ein. Die Lokomotiven bewältigten bis in die 1950er Jahre den Gesamtverkehr, bis 1963 wurden sie ausgemustert.
Ab 1953 setzte die Deutsche Bundesbahn die Schienenbusse VT 98 901 bis 903 auf der Strecke ein. Sie wurden der zweiten Bauserie der einmotorigen VT 95 entnommen, mit einem zweiten Motor ausgestattet und daher der Baureihe VT 98 zugeordnet. Mit Magnetschienenbremse ausgerüstet konnten sie auch die Steilstreckenabschnitte im Adhäsionsbetrieb sicher befahren, zudem ermöglichten sie direkte Durchläufe bis Passau. Zusammen mit einem einachsigen Gepäckanhänger bewältigen die Fahrzeuge bis 1965 den gesamten Reiseverkehr.
Nach Ausmusterung der letzten Zahnraddampflokomotive beheimatete die DB den mit Zahnradantrieb ausgerüsteten Schienenbus VT 97 901 auf der Strecke. Als Schlepptriebwagen für den Güterverkehr war das Fahrzeug ab 8. Januar 1964 zur Beförderung von 40 Tonnen Anhängelast auf den Steilstreckenabschnitten zugelassen. Die DB erwarb 1965 noch zwei weitere Zahnradtriebwagen VT 97 907 und 908 für die Strecke nach Wegscheid. Sie kamen jedoch wegen des Felssturzes nicht mehr zum Einsatz. Sie fuhren fortan auf der Bahnstrecke Reutlingen–Schelklingen in Baden-Württemberg.